# Moustoir-Remungol
Moustoir-Remungol (tiếng Breton: Moustoer-Remengol) là một xã ở tỉnh Morbihan trong vùng Bretagne tây bắc Pháp. Xã này có diện tích 12,42 km², dân số năm 1999 là 634 người. Khu vực này có độ cao từ 57-118 mét trên mực nước biển.
Cư dân của Moustoir-Remungol danh xưng trong tiếng Pháp là Moustoiriens.